# Eugène Joseph Bastard
Eugène Joseph Bastard (Saint-Lézin, 7 juillet 1865 - Fort-Dauphin, 30 novembre 1910) est un naturaliste et explorateur français.

## Biographie
Enseignant, il travaille au Muséum d'histoire naturelle de Paris en 1895 où il classe les collections paléontologiques.
Envoyé à Madagascar (1896) pour y rechercher des fossiles, il explore le sud-ouest de l'île alors encore peu pacifié et très mal connu des géologues. À partir de l'embouchure du Mangoka, il remonte le fleuve jusqu'à Vondrove. Il traverse ensuite une région montagneuse et atteint la baie de Saint-Augustin au Sud de Tuléar.
En 1897, il visite l'arrière pays de Tuléar mais est grièvement blessé par les Sakalaves.
Chargé d'une nouvelle mission en 1899 ayant des visées politiques autant que scientifiques, il remonte l'Onilahy pour en dresser la carte et pénètre chez les Mahafaly pour tenter de leur faire accepter le protectorat français.
En 1900, il entre dans l'administration coloniale et meurt en fonction à Fort-Dauphin en 1910.

## Hommage
La Paroedura bastardi a été nommée en son honneur,.